# Lee Ji-hoon (actor)
Lee Ji-hoon (en hangul, 이지훈; romanización revisada, I Ji-hun; McCune-Reischauer, I Chi-hun), nació el 29 de octubre de 1988; es un actor surcoreano.

## Biografía
Tiene una hermana menor llamada Lee Han-na.
En junio de 2021 se anunció que se sometería a una cirugía de nariz para tratar una curvatura del tabique que le había quedado, luego de sufrir una lesión en el set de un drama.

## Carrera
El 3 de junio de 2021 se confirmó que había establecido su propia agencia unipersonal llamada Ssom Entertainment. Previamente fue miembro de la agencia G-Tree Creative, TH Company (hasta junio de 2021) y de KeyEast.
Él hizo su debut en la actuación en la serie juvenil School 2013, y desempeñó roles secundarios en los dramas familiares «You're the Best, Lee Soon-shin» y «Golden Rainbow».
En julio del 2019 se unió al elenco recurrente de la serie Rookie Historian Goo Hae Ryung donde dio vida a Min Woo-won, un apuesto funcionario gubernamental.
El 4 de diciembre del mismo año se unió al elenco principal de la serie Woman of 9.9 Billion (también conocida como "9.9 Billion Woman") donde interpretó a Lee Jae-hoon, el director de "Woon Am Foundation" y el esposo de Yoon Hee-joo (Oh Na-ra), quien aparenta ser un buen esposo pero que en realidad es un playboy, hasta el final de la serie el 23 de enero de 2020.
En mayo del 2020 se unió al elenco principal de la serie Shall We Eat Dinner Together? (también conocida como "Dinner Mate" o "Would You Like To Have Dinner Together?") donde dio vida a Jung Jae-hyuk, un periodista médico independiente quien fue el novio de Woo Do-hee (Seo Ji-hye) cuando estaban en la universidad, hasta el final de la serie en julio del mismo año.
En febrero del 2021 se unió al elenco principal de la serie River Where the Moon Rises (también conocida como "The Moon Rising River") donde interpretó a Go Geon, un general de élite que es perfecto en todos los sentidos y que por primera vez en su vida anhela hacer suyo a la princesa Pyeonggang (Kim So-hyun), por lo que se sumerge en una intensa lucha por su corazón, hasta el final de la serie el 20 de abril del mismo año.
El 23 de febrero de 2022 se unió al elenco principal de la serie Sponsor donde da vida a Lee Sun-woo.

## Filmografía

### Series de televisión
| Año     | Título                                | Rol                | Canal          | Notas                     | Ref.          |
| ------- | ------------------------------------- | ------------------ | -------------- | ------------------------- | ------------- |
| 2012    | School 2013                           | Lee Ji Hoon        | KBS2           |                           |               |
| 2012    | You're the Best, Lee Soon-shin        | Jo In Sung         | KBS2           |                           |               |
| 2013    | Golden Rainbow                        | Kim Yeol-won       | MBC            |                           |               |
| 2015    | Blood                                 | J                  | KBS2           |                           | [ 20 ]        |
| 2015    | Six Flying Dragons                    | Heo Gang           | SBS            |                           |               |
| 2016    | El espejo de la bruja                 | Rey Seonjo         | JTBC           |                           |               |
| 2016-17 | Legend of the blue sea                | Heo Chi Hyun       | SBS            |                           |               |
| 2017    | Whisper                               | joven Choi Il-hwan | SBS            | Cameo                     |               |
| 2017    | Band of Sisters                       | Seol Ki-chan       | SBS            |                           |               |
| 2018    | Hymn of Death                         | Hong Nan-pa        | SBS            |                           |               |
| 2018    | Your House Helper                     | Kwon Jin-kook      | KBS2           |                           | [ 21 ]        |
| 2019    | Goo Hae-ryung, la historiadora novata | Min Woo-won        | MBC            |                           |               |
| 2019-20 | Woman of 9.9 Billion                  | Lee Jae-hoon       | KBS2           |                           |               |
| 2020    | Shall We Eat Dinner Together?         | Jung Jae-hyuk      | MBC            |                           | [ 22 ]        |
| 2021    | River Where the Moon Rises            | Go Geon            | KBS2           |                           |               |
| 2022    | Sponsor                               | Lee Sun-woo        | iHQ Drama, MBN |                           | [ 23 ]        |
| 2024    | El heredero ilegítimo                 | Kang Seong-ju      | Disney+        |                           | [ 24 ] [ 25 ] |
| 2025    | Un chico ejemplar                     | Lee Hoon           | JTBC           | Aparición especial, ep. 5 | [ 26 ]        |

### Películas
| Año  | Título              | Rol                                         | Notas        | Ref.          |
| ---- | ------------------- | ------------------------------------------- | ------------ | ------------- |
| 2012 | Return of the Mafia | Transeúnte                                  |              |               |
| 2013 | Jinx!!!             | Lee Tae Woong                               |              |               |
| 2014 | Return Match        | Han Oh Gi                                   | Cortometraje | [ 27 ] [ 28 ] |
| 2014 | A Hard Day          | Oficial de la policía a cargo de la armería |              | [ 29 ]        |
| 2019 | Broker              |                                             |              | [ 30 ]        |

### Programas de variedades
| Año        | Título                                       | Canal   | Notas                              |
| ---------- | -------------------------------------------- | ------- | ---------------------------------- |
| 2013       | Radio Star                                   | MBC     | Invitado, episodio 331             |
| 2013       | Mamma Mia                                    | KBS 2TV | Miembro de un grupo de discusión   |
| 2013       | Our Neighborhood Arts and Physical Education | KBS2    | Invitado, episodios 17-24          |
| 2013       | Fashion King Korea                           | SBS     | Miembro del reparto, 1ra temporada |
| 2013-2014  | World Challenge - Here We Go                 | SBS     | Miembro del reparto                |
| 2011, 2017 | Hello Counselor                              | KBS2    | Invitado, Ep. 40, 325              |
| 2020, 2021 | I Live Alone                                 | MBC     | (ep. #396) - invitado              |

## Premios y nominaciones
| Año  | Categoría                                                   | Premio               | Trabajo                        | Resultado |
| ---- | ----------------------------------------------------------- | -------------------- | ------------------------------ | --------- |
| 2019 | Best Supporting Actor/Actress in a Wednesday-Thursday Drama | 2019 MBC Drama Award | Rookie Historian Goo Hae Ryung | Ganó      |